# Signal d’Uchon
Der Signal d’Uchon (auch Mont Julien genannt) ist ein Bergmassiv nahe der Ortschaft Uchon im Département Saône-et-Loire im Süden von Burgund in Frankreich. Der Name Uchon kommt aus dem Gallischen, wo uxello "hoch" bedeutet.
Das auf 681 m ansteigende „Perle des Morvan“ genannte kleine Massiv ist durch große Granitblöcke gekennzeichnet, die durch Erosion gebildet wurden. Der Untergrund von Uchon besteht aus Graniten aus Biotit und Feldspat.

## Sehenswürdigkeiten
Die seltsamen geformten Granitfelsen inspirierten Geschichten und Legenden. Ihre Namen spiegeln dies wider:
- la Pierre qui Croule; der verfallene Stein
- la Griffe du Diable; Teufelskralle. Die Rillen der Teufelskralle sind kein Polissoir, sondern Erosionsrillen
- la Chambre du Boa; Boa Kammer
- le Mammouth; Mammut
- le Carnaval; Karneval
- le Nez de Chien; Hundenase

Koordinaten: 46° 48′ N, 4° 15′ O